# Premis de l'Associació de Música Country
Els Premis de l'Associació de Música Country (o CMA Awards per les seves sigles en anglès) són uns premis atorgats anualment per l'Associació de Música Country als Estats Units. Se celebra una entrega de premis televisada amb actuacions d'artistes populars de la música country. Els Premis CMA van presentar-se per primer cop l'any 1967, essent televisats per primer cop l'any 1968.

## Categories
Les categories dels premis atorgats durant aquesta cerimònia són els següents:
- Premi a l'Artista de l'Any de l'Associació de Música Country
- Premi a l'Artista Masculí de l'Any de l'Associació de Música Country
- Premi a l'Artista Femenina de l'Any de l'Associació de Música Country
- Premi al Duo de l'Any de l'Associació de Música Country
- Premi al Grup de l'Any de l'Associació de Música Country
- Premi al Artista Novell de l'Any de l'Associació de Música Country
- Premi al Músic de l'Any de l'Associació de Música Country
- Premi a l'Àlbum de l'Any de l'Associació de Música Country
- Premi al Senzill de l'Any de l'Associació de Música Country
- Premi a la Cançó de l'Any de l'Associació de Música Country
- Premi a l'Esdeveniment Musical de l'Any de l'Associació de Música Country
- Premi al Vídeo de l'Any de l'Associació de Música Country
- Premi a la Trajectòria de l'Associació de Música Country[3]
- Premi a l'Èxit Internacional de l'Associació de Música Country